# 約翰·普拉特
約翰·卡拉頓·普拉特（英語：John Carlton Platt，1963年—）是一名美國計算機科學家。他目前是Google的研究員，領導Google研究部的應用科學分部。之前他是微軟研究院雷蒙實驗室的副董事總經理。普拉特於1997年至2015年間在微軟工作。在此之前，他在Synaptics擔任研究總監。

## 生平
普拉特生於伊利諾州埃爾金，14歲時進入加州州立大學長堤分校就讀。18歲從加州州立大學長堤分校畢業後，他進入加州理工學院攻讀電腦科學博士課程。
他在加州理工就讀時，師從天文學家尤金·舒梅克，1984年9月25日在帕洛馬山天文台發現了兩顆小行星，分別是小行星3259和小行星3237。後者是他以父親維克多·普拉特（Victor Platt）的名字命名，前者則是由舒梅克命名。舒梅克允許普拉特以他母親費利西婭·普拉特（Felicia Platt）的名字命名他的其中一個發現，即小行星3927。
1998年，普拉特發明了序列最小優化算法，這是一種被廣泛使用的算法，用於加快支持向量機（SVM）的訓練速度，解決了二次規劃為早期機器學習技術帶來的問題。
1999年，普拉特繼續他在SVM方面的工作，創造了普拉特縮放，一種將SVM（和其他分類器）轉化為機率模型的方法。
2005年8月，蘋果電腦就廣受歡迎的iPod音樂播放器的介面申請專利，遭美國專利商標局駁回。原因似乎是普拉特在蘋果提出申請前五個月，已就類似介面設計提出專利申請。
普拉特與德梅特里·泰爾佐普洛斯共同獲得2005年美國影藝學院頒發的奧斯卡科學與技術成就獎，以表彰他們在以物理為基礎的電腦生成技術方面所做的開創性工作，該技術用於在動態影像中模擬逼真的布料。

## 外部連結
- Asteroids discovered by John Platt
- Machine Learning for Dummies